# Oh thou, who didst with pitfall and with gin
Oh Thou, who didst with pitfall and with gin (opus 3a) is een compositie van Thomas Adès.
Adès schreef deze toonzetting voor een tekst uit Rubaiyat of Omar Khayyam, vertaalde gedichten van Omar Khayyám in een vertaling van Edward FitzGerald. De toonzetting is daarbij veertienstemmig vespreid over twee mannenkoren. Adès gebruikte een dubbelkoor om een echo-effect te kunnen oproepen. Voor wat betreft opusnummer is Oh Thou gekoppeld aan Gefriolsae me (3b). Beide werken verschillen echter, Oh Thou is geschreven voor a capellastemmen, Gefriolsae me voor koor met eventuele orgelbegeleiding.
Simon Wright verzorgde met de Britten Singers de wereldpremière op 25 juli 1994; het werk had vier jaar op een uitvoering gewacht. Daarna telde muziekuitgeverij maar weinig uitvoeringen; vanaf 2001 werd geen uitvoering meer geregistreerd. Een van die uitvoeringen vond plaats op 9 september 1994 in de Amsterdamse Posthoornkerk; het Nederlands Kamerkoor stond toen onder leiding van Huub Kerstens. Van het werk is ook maar één plaatopname uit februari 2003; Stephen Layton leidde Polyphony. Adès was toen min of meer gearriveerd componist.
- Gemeinsame Normdatei: 300777019
- Library of Congress Control Number: no2005034623
- MusicBrainz work: bc953d9e-7ede-4fac-a6d9-923d35aea80c
- Virtual International Authority File: 174039653